# Reichstagswahlkreis Königreich Württemberg 9

Die Wahlkreisaufteilung des Deutschen Reichs.

Der Reichstagswahlkreis Königreich Württemberg 9 (in der reichsweiten Durchnummerierung auch Reichstagswahlkreis 316; auch Reichstagswahlkreis Balingen–Rottweil genannt) war der neunte Reichstagswahlkreis für das Königreich Württemberg für die Reichstagswahlen im Deutschen Reich und zum Zollparlament von 1868 bis 1918.

## Wahlkreiszuschnitt 1868
Bei der Zollparlamentswahl 1868 umfasste der Wahlkreis Königreich Württemberg 9 die Oberämter Öhringen, Weinsberg und Künzelsau. Dieser Landesteil lag ab 1871 in den Reichstagswahlkreisen Königreich Württemberg 11 und 12. Der Wahlkreis für die Oberämter Balingen, Rottweil, Spaichingen und Tuttlingen trug hingegen 1868 die Nummer Königreich Württemberg 17. Um die räumliche Kontinuität besser abzubilden, zeigt dieser Artikel für die Wahl 1868 daher die Ergebnisse des Wahlkreises Königreich Württemberg 17.

## Wahlkreiszuschnitt ab 1871
Der Wahlkreis umfasste die Oberämter Balingen, Rottweil, Spaichingen und Tuttlingen.
| Jahr | Einwohner |
| ---- | --------- |
| 1890 | 113.536   |
| 1895 | 115.965   |
| 1900 | 124.165   |
| 1905 | 135.373   |
| 1910 | 146.165   |

|      | Landwirtschaft | Industrie und Gewerbe | Handel und Dienstleistungen |
| ---- | -------------- | --------------------- | --------------------------- |
| 1895 | 54,1           | 38,5                  | 7,4                         |
| 1907 | 41,9           | 49,2                  | 8,9                         |

|      | Evangelisch | Katholisch |
| ---- | ----------- | ---------- |
| 1890 | 51,1        | 48,6       |
| 1905 | 52,3        | 47,3       |
| 1910 | 52,3        | 47,1       |

Un Württemberg trat die NLP als Deutsche Partei auf. Die amtliche Statistik führte die Abgeordneten zur Vergleichbarkeit mit den Wahlergebnissen in anderen Teilen Deutschlands als NLP, auch waren die württembergischen Reichstagsabgeordneten Mitglieder der Reichstagsfraktion der NLP. Die Darstellung in diesem Artikel folgt dem. Trotz des hohen Anteils an Katholiken im Wahlkreises gewann die Württembergische Zentrumspartei keine einzige Wahl.

## Abgeordnete
| Wahl                             | Abgeordneter      | Partei                   | Bild |
| -------------------------------- | ----------------- | ------------------------ | ---- |
| Zollparlamentswahl 1868 bis 1871 | Wilhelm Vayhinger | fraktionslos-großdeutsch | 0    |
| Reichstagswahl 1871 bis 1874     | Friedrich Notter  | NLP                      | 0    |
| Reichstagswahl 1874 bis 1887     | Ludwig Schwarz    | DFP                      | 0    |
| Reichstagswahl 1887 bis 1890     | Germain Burkardt  | NLP                      | 0    |
| Reichstagswahl 1890 bis 1918     | Conrad Haußmann   | DtVP, FVP                | 0    |

## Wahlen

### 1868
Es fand ein Wahlgang statt. Die Zahl der abgegebenen gültigen Stimmen betrug 11.286.
| Kandidat          | Partei | Stimmen | in % | Anmerkungen |
| ----------------- | ------ | ------- | ---- | ----------- |
| Wilhelm Vayhinger | 0      | 6553    | 0    | 0           |

### 1871
Es fanden zwei Wahlgänge statt. 22.018 Männer waren wahlberechtigt. Die Zahl der abgegebenen gültigen Stimmen betrug im ersten Wahlgang 11.697, 13 Stimmen waren ungültig. Die Wahlbeteiligung betrug 53,2 %.
| Kandidat         | Partei   | Stimmen | in % | Anmerkungen |
| ---------------- | -------- | ------- | ---- | ----------- |
| Friedrich Notter | NLP      | 4729    | 0    | 0           |
| Ludwig Schwarz   | F        | 3841    | 0    | 0           |
| Rickgober        | Zentrum  | 3113    | 0    | 0           |
| 0                | Sonstige | 14      | 0    | 0           |

Die Zahl der abgegebenen gültigen Stimmen betrug in der Stichwahl 13.730, 19 Stimmen waren ungültig. Die Wahlbeteiligung betrug 62,5 %.
| Kandidat         | Partei | Stimmen | in % | Anmerkungen |
| ---------------- | ------ | ------- | ---- | ----------- |
| Friedrich Notter | NLP    | 7591    | 0    | 0           |
| Ludwig Schwarz   | F      | 6159    | 0    | 0           |

### 1874
Es fand ein Wahlgang statt. 22.709 Männer waren wahlberechtigt. Die Zahl der abgegebenen gültigen Stimmen betrug 13.839, 27 Stimmen waren ungültig. Die Wahlbeteiligung betrug 61,1 %.
| Kandidat       | Partei   | Stimmen | in % | Anmerkungen   |
| -------------- | -------- | ------- | ---- | ------------- |
| Ludwig Schwarz | F        | 9153    | 0    | 0             |
| Eberbach       | NLP      | 3934    | 0    | Regierungsrat |
| Karl von Ow    | Zentrum  | 640     | 0    | 0             |
| 0              | Sonstige | 12      | 0    | 0             |

### 1877
Es fand ein Wahlgang statt. 23.238 Männer waren wahlberechtigt. Die Zahl der abgegebenen gültigen Stimmen betrug 12.544, 39 Stimmen waren ungültig. Die Wahlbeteiligung betrug 54,2 %.
| Kandidat                         | Partei   | Stimmen | in % | Anmerkungen     |
| -------------------------------- | -------- | ------- | ---- | --------------- |
| Ludwig Schwarz                   | F        | 9583    | 0    | 0               |
| Wölter                           | NLP      | 1942    | 0    | Oberamtsrichter |
| Cajetan von Bissingen-Nippenburg | Zentrum  | 371     | 0    | 0               |
| 0                                | Zentrum  | 254     | 0    | 0               |
| 0                                | NLP      | 70      | 0    | 0               |
| 0                                | Sonstige | 124     | 0    | 0               |

### 1878
Es fanden zwei Wahlgänge statt. 23.248 Männer waren wahlberechtigt. Die Zahl der abgegebenen gültigen Stimmen betrug im ersten Wahlgang 13.146, 27 Stimmen waren ungültig. Die Wahlbeteiligung betrug 63,1 %.
| Kandidat       | Partei   | Stimmen | in % | Anmerkungen |
| -------------- | -------- | ------- | ---- | ----------- |
| Ludwig Schwarz | F        | 6880    | 0    | 0           |
| Benzing        | DRP      | 5533    | 0    | 0           |
| von Streich    | Zentrum  | 2690    | 0    | 0           |
| 0              | Sonstige | 21      | 0    | 0           |

Die Zahl der abgegebenen gültigen Stimmen betrug in der Stichwahl 17.390, 30 Stimmen waren ungültig. Die Wahlbeteiligung betrug 74,8 %.
| Kandidat       | Partei | Stimmen | in % | Anmerkungen |
| -------------- | ------ | ------- | ---- | ----------- |
| Ludwig Schwarz | F      | 10.430  | 0    | 0           |
| Benzing        | DRP    | 6960    | 0    | 0           |

### 1881
Es fand ein Wahlgang statt. 22.456 Männer waren wahlberechtigt. Die Zahl der abgegebenen gültigen Stimmen betrug 13.194, 74 Stimmen waren ungültig. Die Wahlbeteiligung betrug 39,1 %.
| Kandidat             | Partei   | Stimmen | in % | Anmerkungen |
| -------------------- | -------- | ------- | ---- | ----------- |
| Ludwig Schwarz       | F        | 7742    | 0    | 0           |
| Teufel               | NLP      | 497     | 0    | Kaufmann    |
| Freiherr von Enzberg | Zentrum  | 4914    | 0    | 0           |
| 0                    | Sonstige | 41      | 0    | 0           |

### 1884
Es fanden zwei Wahlgänge statt. 22.356 Männer waren wahlberechtigt. Die Zahl der abgegebenen gültigen Stimmen betrug im ersten Wahlgang 15.163, 27 Stimmen waren ungültig. Die Wahlbeteiligung betrug 67,9 %
| Kandidat       | Partei   | Stimmen | in % | Anmerkungen |
| -------------- | -------- | ------- | ---- | ----------- |
| 0              | NLP      | 5634    | 0    | 0           |
| Ludwig Schwarz | F        | 5187    | 0    | 0           |
| 0              | Zentrum  | 4290    | 0    | 0           |
| 0              | S        | 41      | 0    | 0           |
| 0              | Sonstige | 11      | 0    | 0           |

Die Zahl der abgegebenen gültigen Stimmen betrug in der Stichwahl 17.725, 29 Stimmen waren ungültig. Die Wahlbeteiligung betrug 79,4 %
| Kandidat       | Partei | Stimmen | in % | Anmerkungen |
| -------------- | ------ | ------- | ---- | ----------- |
| 0              | NLP    | 8647    | 0    | 0           |
| Ludwig Schwarz | F      | 9078    | 0    | 0           |

### 1887
Es fand ein Wahlgang statt. 23.153 Männer waren wahlberechtigt. Die Zahl der abgegebenen gültigen Stimmen betrug 20.680, 47 Stimmen waren ungültig. Die Wahlbeteiligung betrug 89,5 %
| Kandidat         | Partei   | Stimmen | in % | Anmerkungen |
| ---------------- | -------- | ------- | ---- | ----------- |
| Germain Burkardt | NLP      | 10.656  | 0    | 0           |
| 0                | V        | 9856    | 0    | 0           |
| 0                | S        | 162     | 0    | 0           |
| 0                | Sonstige | 6       | 0    | 0           |

### 1890
Es fanden zwei Wahlgänge statt. 23.836 Männer waren wahlberechtigt. Die Zahl der abgegebenen gültigen Stimmen betrug im ersten Wahlgang 20.052, 54 Stimmen waren ungültig. Die Wahlbeteiligung betrug 84,1 %
| Kandidat            | Partei   | Stimmen | in %   | Anmerkungen               |
| ------------------- | -------- | ------- | ------ | ------------------------- |
| Conrad Haußmann     | DVP      | 9056    | 45,3 % | 0                         |
| Gustav Eble         | DRP      | 8463    | 42,3 % | Gymnasialrektor, Rottweil |
| Theodor August Lutz | SPD      | 457     | 2,3 %  | 0                         |
| Ludwig Windthorst   | Zentrum  | 2017    | 10,1 % | 0                         |
| 0                   | Sonstige | 5       | 0,0 %  | 0                         |

Die Zahl der abgegebenen gültigen Stimmen betrug in der Stichwahl 21.603, 83 Stimmen waren ungültig. Die Wahlbeteiligung betrug 90,6 %
| Kandidat        | Partei | Stimmen | in %   | Anmerkungen |
| --------------- | ------ | ------- | ------ | ----------- |
| Conrad Haußmann | DVP    | 11.205  | 52,1 % | 0           |
| Gustav Eble     | DRP    | 10.315  | 47,9 % | 0           |

### 1893
Es fand ein Wahlgang statt. 24.288 Männer waren wahlberechtigt. Die Zahl der abgegebenen gültigen Stimmen betrug 18.744, 39 Stimmen waren ungültig. Die Wahlbeteiligung betrug 77,2 %
| Kandidat         | Partei   | Stimmen | in %    | Anmerkungen                        |
| ---------------- | -------- | ------- | ------- | ---------------------------------- |
| Conrad Haußmann  | DVP      | 9973    | 53,13 % | 0                                  |
| Otto Krauß       | NLP      | 3831    | 20,5 %  | Domänenpächter, Amerishof/Tübingen |
| Karl Hildenbrand | SPD      | 1467    | 20,5 %  | 0                                  |
| Krauss           | Zentrum  | 3417    | 18,3 %  | Dekan, Denkingen                   |
| 0                | Sonstige | 17      | 0,1 %   | 0                                  |

### 1898
Es fanden zwei Wahlgänge statt. 26.303 Männer waren wahlberechtigt. Die Zahl der abgegebenen gültigen Stimmen betrug im ersten Wahlgang 20.465, 31 Stimmen waren ungültig. Die Wahlbeteiligung betrug 77,8 %
| Kandidat              | Partei   | Stimmen | in %   | Anmerkungen           |
| --------------------- | -------- | ------- | ------ | --------------------- |
| Conrad Haußmann       | DVP      | 6238    | 30,5 % | 0                     |
| Eugen Schneckenberger | NLP      | 4219    | 20,6 % | Apotheker, Tuttlingen |
| Karl Hildenbrand      | SPD      | 4040    | 19,8 % | 0                     |
| Fritz Schöninger      | Zentrum  | 5927    | 29,0 % | Kaufmann, Stuttgart   |
| 0                     | Sonstige | 10      | 0,1 %  | 0                     |

Die Zahl der abgegebenen gültigen Stimmen betrug in der Stichwahl 20.583, 74 Stimmen waren ungültig. Die Wahlbeteiligung betrug 78,3 %
| Kandidat         | Partei  | Stimmen | in %   | Anmerkungen |
| ---------------- | ------- | ------- | ------ | ----------- |
| Conrad Haußmann  | DVP     | 12.019  | 63,0 % | 0           |
| Fritz Schöninger | Zentrum | 7594    | 37,0 % | 0           |

### 1903
Es fanden zwei Wahlgänge statt. 28.425 Männer waren wahlberechtigt. Die Zahl der abgegebenen gültigen Stimmen betrug im ersten Wahlgang 22.943, 59 Stimmen waren ungültig. Die Wahlbeteiligung betrug 80,7 %
| Kandidat              | Partei   | Stimmen | in %   | Anmerkungen            |
| --------------------- | -------- | ------- | ------ | ---------------------- |
| Conrad Haußmann       | DVP      | 7741    | 33,8 % | 0                      |
| Karl Johann Schlenker | NLP      | 1899    | 8,3 %  | Privatier, Stuttgart   |
| Friedrich Naumann     | NS       | 102     | 0,5 %  | 0                      |
| Hermann Mattutat      | SPD      | 6017    | 26,3 % | 0                      |
| Schellhorn            | Zentrum  | 7118    | 31,1 % | Rechtsanwalt, Rottweil |
| 0                     | Sonstige | 7       | 0,0 %  | 0                      |

Die Zahl der abgegebenen gültigen Stimmen betrug in der Stichwahl 21.423, 129 Stimmen waren ungültig. Die Wahlbeteiligung betrug 75,4 %
| Kandidat        | Partei  | Stimmen | in %   | Anmerkungen            |
| --------------- | ------- | ------- | ------ | ---------------------- |
| Conrad Haußmann | DVP     | 13.703  | 64,4 % | 0                      |
| Schellhorn      | Zentrum | 7591    | 35,6 % | Rechtsanwalt, Rottweil |

### 1907
Es fanden zwei Wahlgänge statt. 30.389 Männer waren wahlberechtigt. Die Zahl der abgegebenen gültigen Stimmen betrug im ersten Wahlgang 25.911, 80 Stimmen waren ungültig. Die Wahlbeteiligung betrug 85,3 %
| Kandidat         | Partei   | Stimmen | in %   | Anmerkungen |
| ---------------- | -------- | ------- | ------ | ----------- |
| Conrad Haußmann  | DVP      | 10.425  | 40,4 % | 0           |
| Hermann Mattutat | SPD      | 7080    | 27,4 % | 0           |
| Schellhorn       | Zentrum  | 8306    | 32,1 % | 0           |
| 0                | Sonstige | 20      | 0,1 %  | 0           |

Die Zahl der abgegebenen gültigen Stimmen betrug in der Stichwahl 26.749, 207 Stimmen waren ungültig. Die Wahlbeteiligung betrug 88,0 %
| Kandidat        | Partei  | Stimmen | in %   | Anmerkungen |
| --------------- | ------- | ------- | ------ | ----------- |
| Conrad Haußmann | DVP     | 14.131  | 53,2 % | 0           |
| Schellhorn      | Zentrum | 12.411  | 46,8 % | 0           |

### 1912
Es fanden zwei Wahlgänge statt. 32.578 Männer waren wahlberechtigt. Die Zahl der abgegebenen gültigen Stimmen betrug im ersten Wahlgang 29.617, 88 Stimmen waren ungültig. Die Wahlbeteiligung betrug 90,9 %
| Kandidat         | Partei   | Stimmen | in %   | Anmerkungen             |
| ---------------- | -------- | ------- | ------ | ----------------------- |
| Conrad Haußmann  | DVP      | 11.955  | 56,3 % | 0                       |
| Ernst Bernecker  | K        | 634     | 2,2 %  | Hauptlehrer, Tailfingen |
| Hermann Mattutat | SPD      | 8752    | 29,6 % | 0                       |
| Lorenz Bock      | Zentrum  | 8179    | 27,7 % | 0                       |
| 0                | Sonstige | 9       | 0,0 %  | 0                       |

Die Zahl der abgegebenen gültigen Stimmen betrug in der Stichwahl 24.515, 351 Stimmen waren ungültig. Die Wahlbeteiligung betrug 75,3 %
| Kandidat         | Partei | Stimmen | in %   | Anmerkungen |
| ---------------- | ------ | ------- | ------ | ----------- |
| Conrad Haußmann  | DVP    | 13.594  | 56,3 % | 0           |
| Hermann Mattutat | SPD    | 10.570  | 43,7 % | 0           |